# Jeff Dellenbach
(en) Statistiques sur pro-football-reference
Jeffrey Alan Dellenbach, né le 14 février 1963 à Wausau (Wisconsin), est un américain, ancien joueur de football américain. 

## Carrière de joueur
Il a évolué au poste de centre en National Football League, notamment au sein des Dolphins de Miami, des Patriots de la Nouvelle-Angleterre, des Packers de Green Bay et des Eagles de Philadelphie. 
Il remporte le Super Bowl XXXI avec les Packers de Green Bay en 1997.
Dellenbach joue en NCAA Division I FBS pour les Badgers du Wisconsin del'université du Wisconsin à Madison avant d'être sélectionné par les Dolphins de Miami au quatrième tour de la draft 1985 de la NFL (111e choix global).

## Carrière d'entraîneur
Après sa carrière professionnelle, Dellenbach entraîne pendant deux saisons l'équipe de Plantation-American Heritage avec laquelle il remporte deux titres de champion de district. 
Il entraîne ensuite l'équipe des Coconut Creek-North Broward Prep avec laquelle il obtient 22 victoires et 11 défaites en trois saisons. 
De 2003 à 2005, il est entraîneur assistant de la ligne offensive des Dolphins de Miami.
Dellenbach devient ensuite entraîneur principal de l'équipe des Bobcats de Boca Raton (équipe de collège) en Floride pendant une saison jusqu'en mai 2014. Durant cette saison, les Bobcats obtiennent 4 victoires et 6 défaites mais ratent les playoffs en 2013. 
En juillet 2016, Dellenbach devient entraîneur principal de l'équipe de l'Académie Saint John Paul II en Floride, succédant à Willie Snead.